# Dale Collings
Pour les articles homonymes, voir Collings.
Dale Collings est un joueur australien de tennis né le 16 décembre 1955 à Southport.

## Carrière
1/8 de finale à l'Open d'Australie en 1978.
Demi-finaliste en 1980 à Brisbane.
Demi-finaliste en 1979 au Challenger de Nagoya.

## Palmarès

### Finale en double messieurs
| No | Date       | Nom et lieu du tournoi           | Catégorie | Dotation | Surface    | Vainqueurs             | Partenaire  | Score    |  |
| -- | ---------- | -------------------------------- | --------- | -------- | ---------- | ---------------------- | ----------- | -------- |  |
| 1  | 07-01-1980 | Tournoi de tennis de Perth Perth |           | 25 000 $ | Dur (ext.) | Syd Ball Cliff Letcher | Dick Crealy | 6-3, 6-4 |  |